# Capo Giuseppe
Capo Giuseppe, in inglese Chief Joseph (Oregon, 3 marzo 1840 – Riserva Indiana di Fort Colville, 21 settembre 1904), è stato un condottiero nativo americano della tribù dei Nasi Forati.
Noto anche come Giuseppe il Giovane, si chiamava in realtà Hinmaton Yalaktit, che in lingua niimiipuutímt significa Tuono che rotola dalla montagna.

## Biografia
Hinmaton Yalaktit era figlio di Tuekakas (1800-1871) e fratello di Ollokot. Il padre si era convertito al Cristianesimo (1838) ed era stato ribattezzato Joseph (Giuseppe). Giuseppe il Vecchio aveva concluso con gli Stati Uniti un trattato che istituiva una riserva in Oregon e Idaho per le tribù dei Nasi Forati Cayuse, Walla Walla e Umatilla. In seguito però, sotto la spinta dei cercatori d'oro (1860), il governo aveva deciso di confinare ulteriormente i nativi in una molto più angusta riserva dell'Idaho. Giuseppe il Vecchio rifiutò di addivenire a un secondo trattato (1863), e alla sua morte nel 1871 si trasferirono dunque al figlio (che assunse il nome cristiano del padre) l'autorità sul popolo dei Nasi Forati e la gestione dei difficili rapporti con gli Stati Uniti.

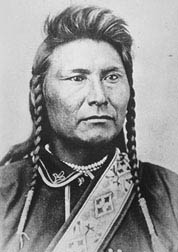
Una nota immagine di Capo Giuseppe

Capo Giuseppe, che insieme ad altri capi nativi disponeva di un piccolo esercito di 200 uomini, resistette all'imposizione di trasferirsi in Idaho dalla nativa valle del fiume Wallowa; ma, da convinto sostenitore della pace, nel 1874 rifiutò di partecipare a spedizioni contro i bianchi. La sua politica sembrò avere successo quando, nel 1873, un'ordinanza federale dispose l'evacuazione dei coloni, ma fu un fuoco di paglia.
Nel 1877, infatti, la cavalleria agli ordini del generale Howard forzò finalmente la resistenza attaccando i Nasi Forati. Di fronte alla minaccia armata, Giuseppe si accorse che continuare a resistere non aveva senso. Condusse allora la sua gente, attraverso un'estenuante marcia di 2.740 km, dalle Montagne Blu dell'Oregon ai monti Bear Paw del Montana settentrionale, incalzato dai soldati statunitensi lanciati all'inseguimento. Nel corso della ritirata i nativi si trovarono più volte ad affrontare l'esercito, tenendo testa ai generali Howard e Miles e ai colonnelli Gibbon e Sturgis in quella che passò alla storia come la guerra dei Nasi Forati.
Giuseppe contava di sconfinare in Canada sulle orme di Toro Seduto, ma il 30 settembre 1877 lo attendeva l'inizio della decisiva battaglia dei Bear Paw. Respinto in un primo momento il generale Miles, i nativi non poterono che soccombere all'arrivo dell'artiglieria. L'ultima resistenza, condotta in condizioni meteorologiche estreme, permise comunque ad alcuni dei Nasi Forati di varcare il confine.
Prima di arrendersi ai bianchi, Giuseppe pronunciò un ultimo discorso.
(Capo Giuseppe)
La resa era avvenuta dietro l'accordo di poter tornare alle riserve d'origine, che i Nasi Forati avevano lasciato intraprendendo la lunga marcia. Ma la promessa non fu rispettata: Giuseppe e i suoi furono invece arrestati e deportati nell'Oklahoma. Capo Giuseppe morì di crepacuore anni dopo nella riserva di Fort Colville, nello stato di Washington, e venne sepolto nel Nez Perce Cemetery a Nespelem.

## Capo Giuseppe nella cultura di massa
La storia di Capo Giuseppe e del suo popolo è stata raccontata nel film per la televisione Indians (1975), titolo originale I Will Fight No More Forever, film statunitense del 1975, diretto da Richard T. Heffron e interpretato da James Whitmore, Sam Elliott, Ned Romero, Emilio Delgado e Nick Ramus. Il titolo originale del film è la frase con cui terminava il celebre discorso di resa a lui attribuito.